# János Pilinszky

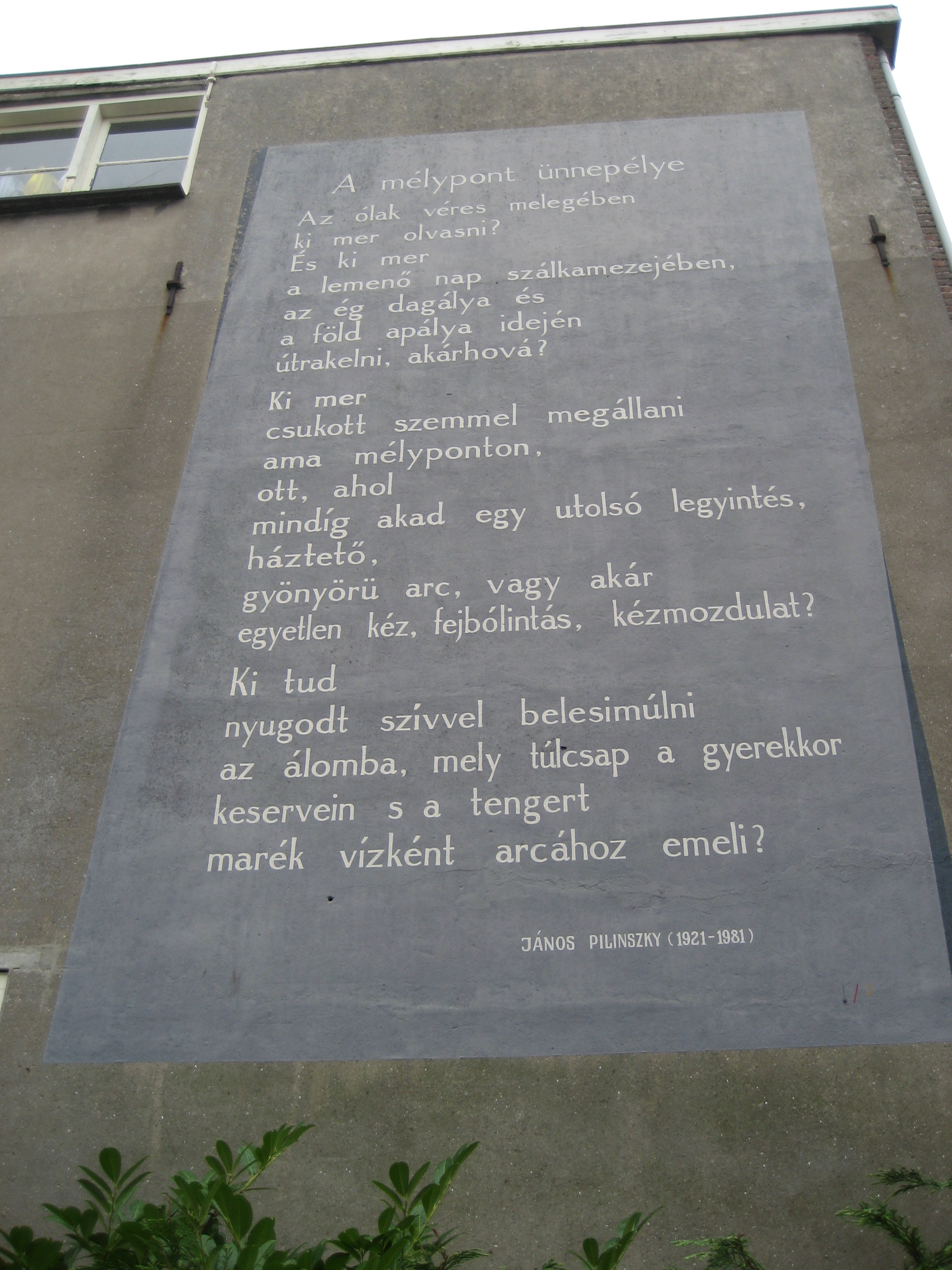
Poemul (Leiden)

János Pilinszky (n. 25 noiembrie 1921, Budapesta, Regatul Ungariei – d. 27 mai 1981, Budapesta, Ungaria) a fost un poet și dramaturg maghiar.
Născut la Budapesta în 1921, într-o familie catolică, Pilinszki a lucrat până în anul 1944 ca ajutor de redactor al revistei „Élet”. În 1944 a fost recrutat în armata ungară. În ultimul an al războiului a ajuns să vadă lagăre de concentrare naziste ca cel de la Ravensbrück, a fost prizonier de război. Grozăviile din timpul războiului au devenit unul din subiectele principale ale poeziei sale creștine metafizice.

## Volume de versuri
- Halak a hálóban (1942)
- Trapéz és korlát (1946) (Trapez și paralele)
- Aranymadár (1957) (Pasărea de aur)
- Harmadnapon (1959) (În a treia zi)
- Rekviem (1964)
- Nagyvárosi ikonok (1970)
- Szálkák (1972)
- Végkifejlet (1974)
- A nap születése (1974)
- Tér és kapcsolat (1975)
- Kráter (1976) (Crater)
- Beszélgetések Sheryl Suttonnal (1977)
- Válogatott művei (1978)